# Argelagó
L'argelagó o argilaga i cascaula (al País Valencià) (Genista hispanica) és una espècie de planta fanerògama de la família de les fabàcies.

## Morfologia

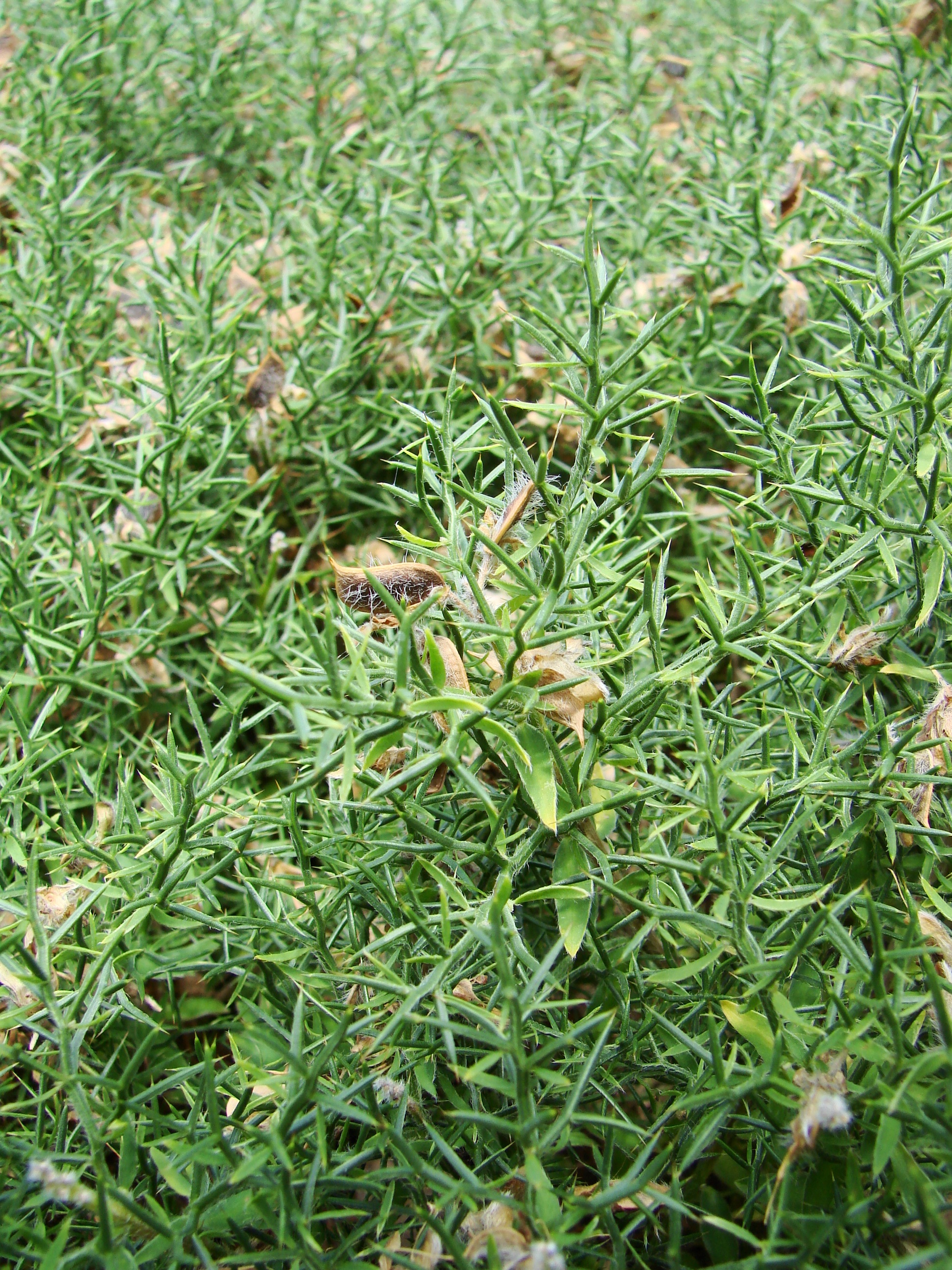
Aspecte de les tiges i el fruit

Forma una mata intricada de 30-60 cm d'altura de color verd fosc i aspecte semiesfèric i encoixinat, amb espines ramificades i verdes amb puntes de 5 a 15 mm de longitud. Fulles lanceolades de 6 a 11 mm de longitud. Flors grogues en grups terminals. Els llegums són curts i corbats d'1 cm de longitud. Floreix a la primavera originant un paisatge un color groc daurat molt viu. Els nombres cromosòmics de Genista hispanica (Fam. Leguminosae) i tàxons infraespecífics = Genista hispanica subsp. hispanica L.: n=18; 2n=36.

## Distribució i hàbitat
Es distribueix por la zona mediterrània de la península Ibèrica i sud de França. L'argelagó entapissa carrascars, rouredes de carrasca i grevoledes aclarides. També cobreix vores de fagedes xeròfiles i rouredes, així com matollars i pastures de muntanya en els contraforts de la Serralada Cantàbrica por Palència i Lleó i nord de Burgos. Abunda en la Sierra de la Demanda i nord de Sòria per la Sierra Cebollera. A les muntanyes de Miranda de Ebro arriba a créixer fins en el garrigar. És una espècie heliòfila que ocupa les clarianes del boscs o les pastures i rasos a partir de 1.000 metres d'altitud fins als 1.500. En general ocupa tan sols calcaris i margosos i més rarament terrenys silícics, essent indicadora de substrats neutres. És més exigent en humitat que l'argelaga borda (Genista scorpius).

## Importància econòmica i cultural
Planta decorativa molt utilitzada a Europa com a ornamental en jardins de rocall i vores per la seva preciosa floració estiuenca. Es multiplica per llavor en febrer o per esqueix verd en agost.
Els cavalls que viuen semisalvatges a les muntanyes, com passa amb els de la raça losina i els asturcons, la cerquen amb fruïció en hivern. Fins i tot arriben a llevar la neu amb els unglots per a accedir a aquesta deliciosa menja per a ells, si bé que espinós farratge.